# گئورگیوس پیسیدس
گئورگیوس پیسیدس یا گئورگیوس پیسیدیایی (به یونانی: Γεώργιος Πισίδης) (نیمهٔ نخست سدهٔ ۷ میلادی) شاعر حماسه‌سرا، کشیش و تاریخ‌نویس بیزانسی بود.

## زندگینامه
گئورگیوس زادهٔ پیسیدیا و دوست پاتریارک سرگیوس و امپراتور هراکلیوس (۶۱۰-۶۴۱) بود. او دیکون و بایگان کلیسای ایا صوفیا در قسطنطنیه در زمان فرمانروایی هراکلیوس بود و در عین حال به گاه‌نگاری رویدادهای سلطنتی نیز می‌پرداخت. او همچنین هراکلیوس را در لشکرکشی‌های پیروزمندانه‌اش علیه ایرانیان و قبایل قفقاز همراهی نمود و در دو اثر خود، «لشکرکشی هراکلیوس علیه پارس‌ها» (۶۲۲) و «هراکلید» (۶۲۷) که دومی چکامه‌ای در بزرگداشت پیروزی هراکلیوس بر ساسانیان و بازپس‌گیری «صلیب راستین» از آنان بود به ستایش تجدید حیات امپراتوری بیزانس وکارهای انجام‌گرفته توسط هراکلیوس پرداخت.
مهمترین اثر گئورگیوس پیسیدس «هِگزامِرون» یا «شش روز» نام دارد که راپسودی‌ای است در وصف زیبایی آفرینش و خرد آفریدگار و ترجمهٔ آن به زبان‌های ارمنی و اسلاوی باعث مشهورشدن این اثر شد. از دیگر نوشته‌های او می‌توان به مرثیهٔ اخلاقی «دربارهٔ پوچی زندگی» (De vanitate vitae) و «سرود رستاخیز» در تقدیس پیروزی مسیح بر زندگی و مرگ و جدلنامه‌ای موزون با عنوان «علیه سِوِروس پلید» در حمایت از سیاست‌های مذهبی هراکلیوس و ضدیت با پاتریارک انطاکیه و رهبر کلیسای مستقل مونوفیزیت سوریه اشاره نمود.
پیسیدس را به دلیل سبک بی عیب و نقص و روانی بیان او با اوریپیدس، تراژدی‌نویس یونانی سدهٔ پنجم پیش از میلاد مقایسه می‌کنند. در عین حال گرچه گئورگیوس پیسیدس را برجسته‌ترین شاعر بیزانسی قالب وتد مجموع می‌دانستند اما تقلید آشکار او از نویسندگان یونانی عصر کلاسیک، واکنش‌های منفی منتقدهای پس از او را به همراه داشته است.